# New Utrecht

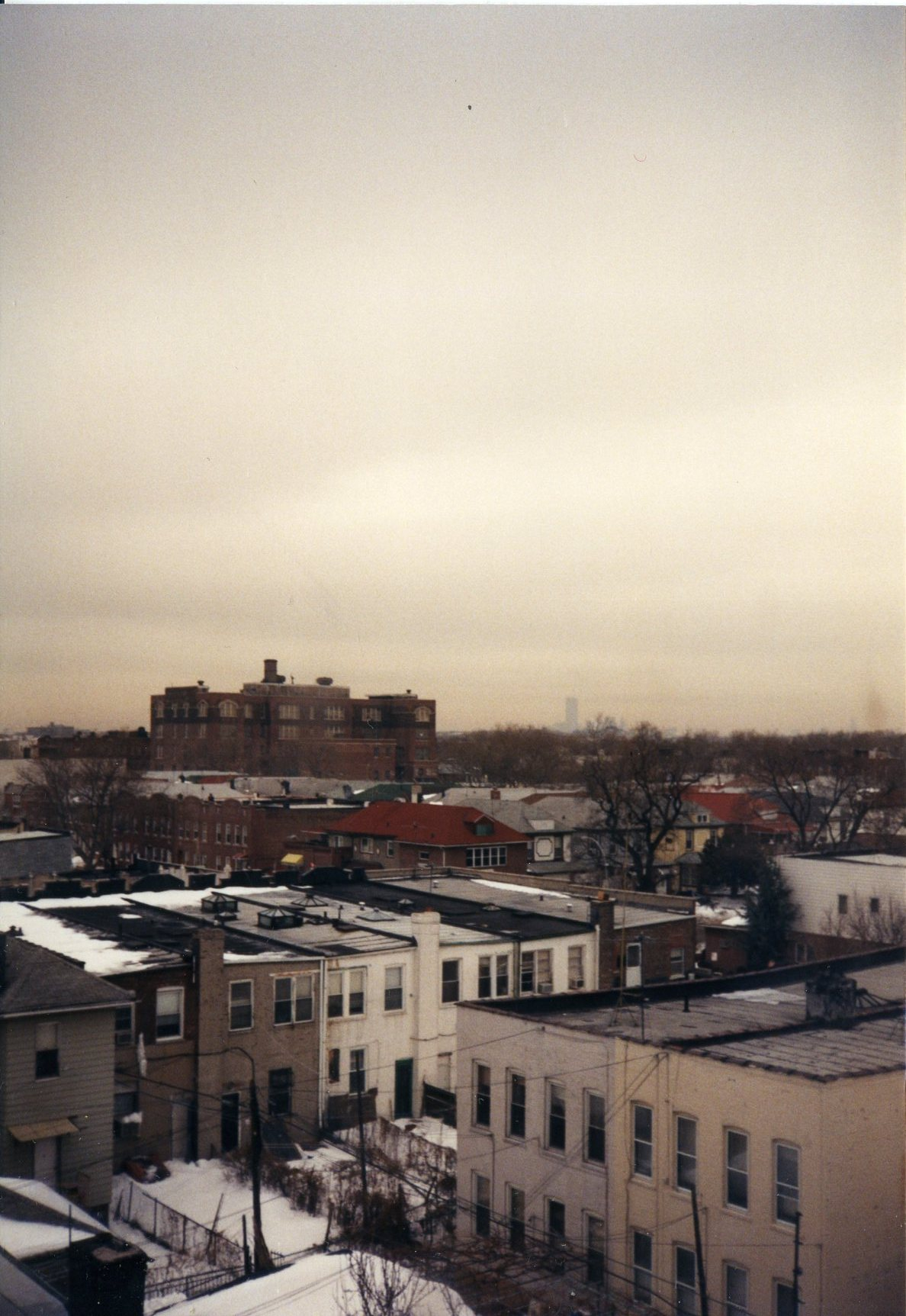
New Utrecht

New Utrecht war eine Stadt im Bereich des heutigen New Yorker Stadtteils Brooklyn. Sie wurde nach der niederländischen Stadt Utrecht benannt.

## Geschichte
New Utrecht wurde im Jahr 1652 von Cornelius van Werckhoven gegründet. Während des Amerikanischen Unabhängigkeitskriegs war die Stadt die britische Operationsbasis für die Schlacht von Long Island.
1894 wurde New Utrecht in die Stadt Brooklyn eingemeindet, die wiederum 1898 Teil der Stadt New York City wurde.
Heute liegen auf dem Gebiet des ehemaligen New Utrecht die Brooklyner Stadtteile (Neighborhoods) Bensonhurst, Bath Beach, Dyker Heights, Fort Hamilton, Borough Park und Bay Ridge.